# 게이큐 도미오카역
게이큐 도미오카역(일본어: 京急富岡駅、けいきゅうとみおかえき)(영어: Keikyū Tomioka Station)은 일본 가나가와현 요코하마시 가나자와구에 있는 게이힌 급행전철 본선의 철도역이다. 역 번호는 KK47이다.

## 역 구조
고가선이 거의 남북으로 달리고, 그 위에 승강장이 있는 고가역이다. 동쪽의 하행선에 단선 승강장 1면 1선, 상행선에 섬식 승강장 1면 2선이 있고 합쳐서 2면 3선의 구조이다. 과거 급행 정차역이어서 승강장 유효 길이는 모두 8량 편성 대응이다.
역사는 고가의 동쪽 높은 위치에 있고 내부에는 자동 매표기나 자동 개찰기 등이 있다. 역사에서 계단이 지평선에 뻗어 동쪽 출입구가 있고, 개축 전의 상행 승강장으로 구내 통로 전용인 서쪽 출구가 있다.

### 타는 곳
| 1    | 게이큐 본선 | 가나자와분코・요코스카추오・우라가・미사키구치 방면                                 |
| 2・3 | 게이큐 본선 | 요코하마・게이큐 가와사키・시나가와・센가쿠지・신바시・아사쿠사・인바니혼이다이방면 |

- 3번선은 대피선으로 평일 아침 러시아워 때 후속 특급・쾌특을 통과 운행하기 위한 열차가 발착한다.

## 역세권 정보
시가지가 역을 중심으로 거의 동서 방향으로 열고 있다. 역의 동쪽을 게이힌 급행 전철 본선과 거의 병행하는 형태로 국도 제16호선이 달리고 있지만 당역에서는 100m가량 떨어졌다. 약 2km 동쪽으로 요코하마 신도시 교통 가나자와 시사이드 선 나미키추오 역이 있다.
- 도미오카 종합공원
- 도미오카하치만 궁(宮)
- 사치우라 역

## 역사
- 1930년 7월 10일: 쇼난 전기 철도의 가역으로 현재 게이큐 도미오카 역의 위치에 쇼난 도미오카 역이 개업.
- 1931년 5월 1일: 쇼난 도미오카 역의 승격.
- 1941년 11월 1일: 쇼난 전기 철도의 합병으로, 게이힌 전기 철도의 역이 됨.
- 1942년 5월 1일: 게이힌 전기 철도의 합병으로 도쿄 급행 전철의 역이 됨.
- 1945년 6월 10일: 요코하마 혼모크, 이소고, 도미오카의 군수 공장과 해군 기지를 겨냥한 요코하마 남부 공습에 의해 쇼난 도미오카 역은 파괴되어 영업 정지.
- 1947년
  - 1월 10일: 휴지된 쇼난 토미오카 역이 정식으로 폐지됨.
  - 3월 1일: 쇼난 도미오카 역이 현재와는 다른 위치에 재개업. 미군 기지에 대한 통근자들의 전용역으로 하고 통상적으로는 아침・저녁 출퇴근 때만 열차가 정차, 미군이 이용할 때는 역무원이 플랫폼 위에 깃발을 게시하면, 시간대를 불문하고 정차했음. 하차 시에도 미군에만 차장이나 운전사가 미군이 신고하면 시간대를 불문하고 정차했음.
- 1948년
  - 봄: 쇼난 도미오카 역을 일반객도 이용 가능케하여 모든 열차가 서게 됨.
  - 6월 1일: 도쿄 급행 전철의 독립에 의하여 게이힌 급행 전철의 역이 됨.
- 1955년 12월 1일: 쇼난 도미오카 역이 현재 위치로 이전.
- 1963년 11월 1일: 게이힌 도미오카 역으로 개명됨.
- 1983년 5월 2일: 다이아 개정으로 아침 시간대의 상행 급행 임시 정차역이 됨.
- 1987년
  - 4월 10일: 상행 대피선 사용 개시.
  - 6월 1일: 게이큐 도미오카 역으로 개명됨. 출퇴근 혼잡 시간만 정차한 급행이 정차하게 됨.
- 1996년 9월 16일: 역장 소재역이 됨.
- 1999년 7월 31일: 다이어 개정에 의한 급행 폐지로 보통열차만 정차하게 됨.

## 갤러리

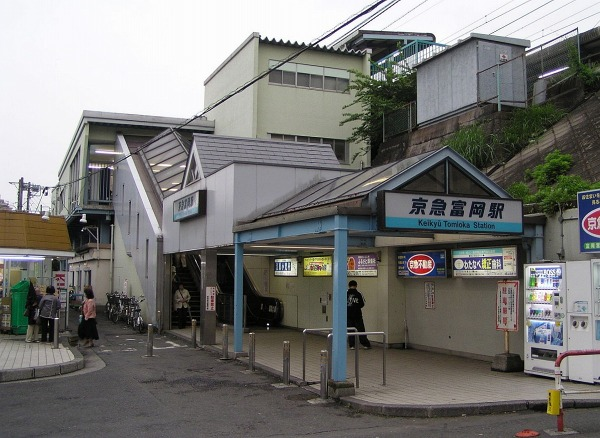
구 역사
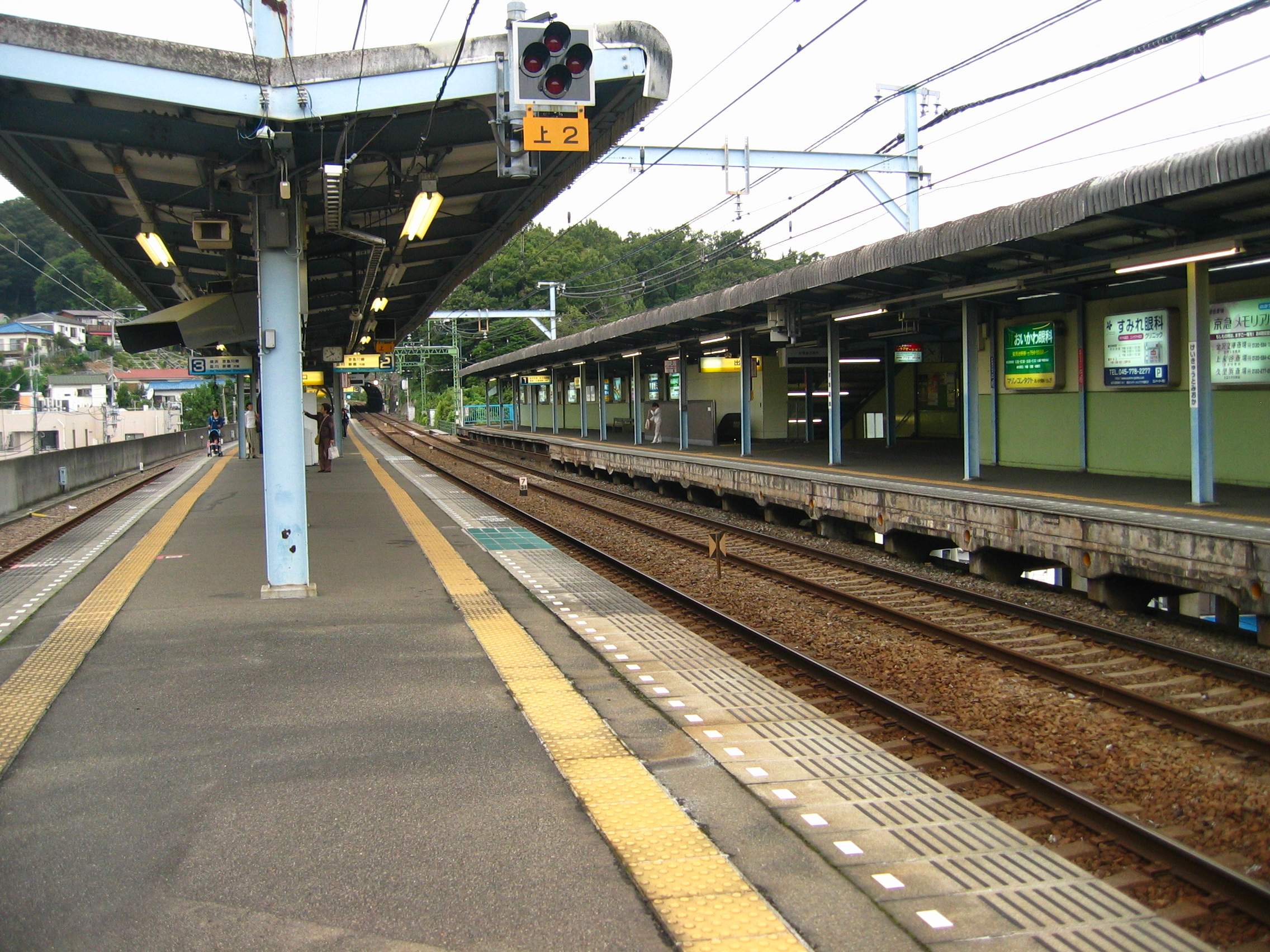
승강장（2007년）
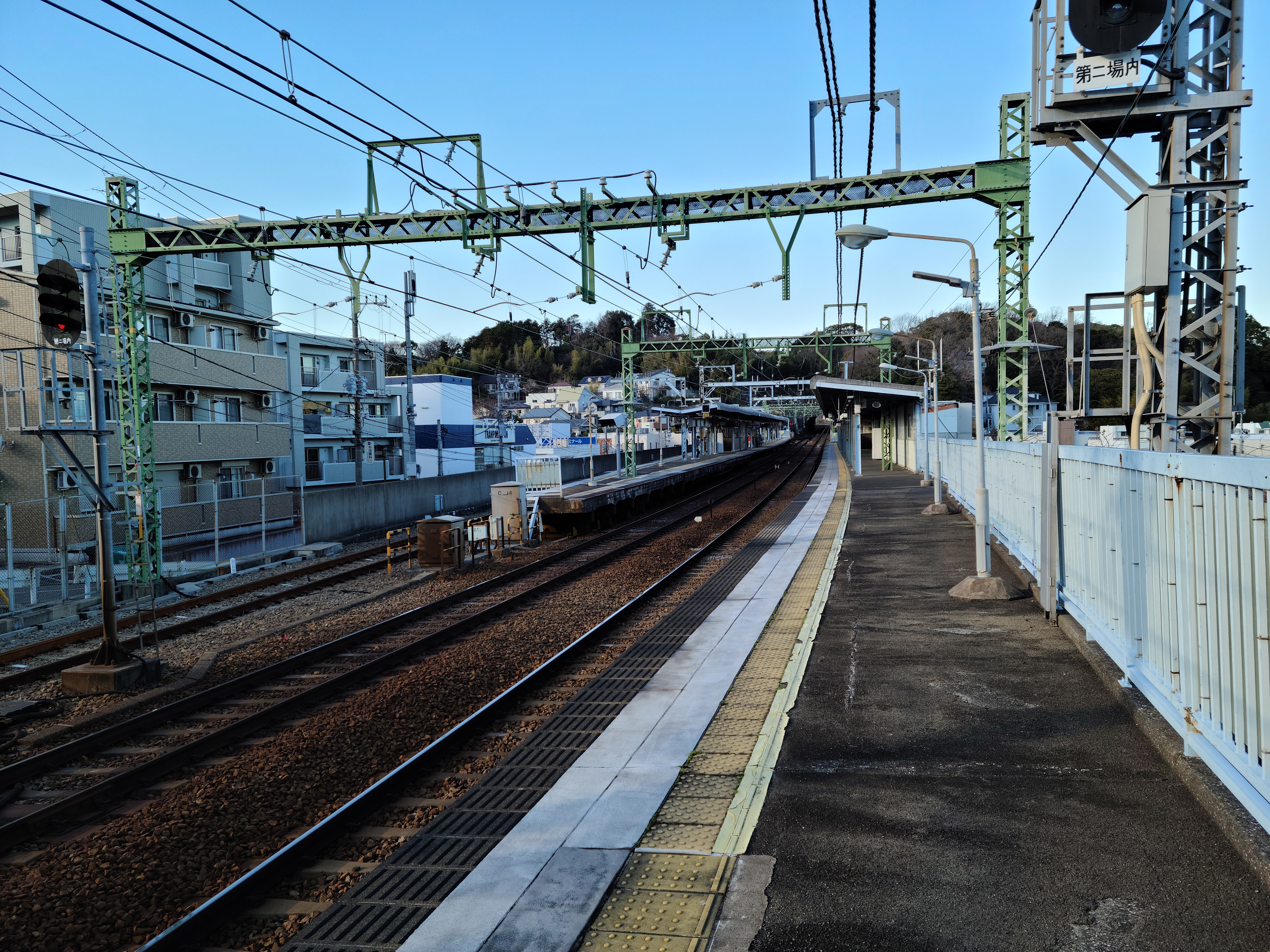
승강장 (2021년 1월 30일)
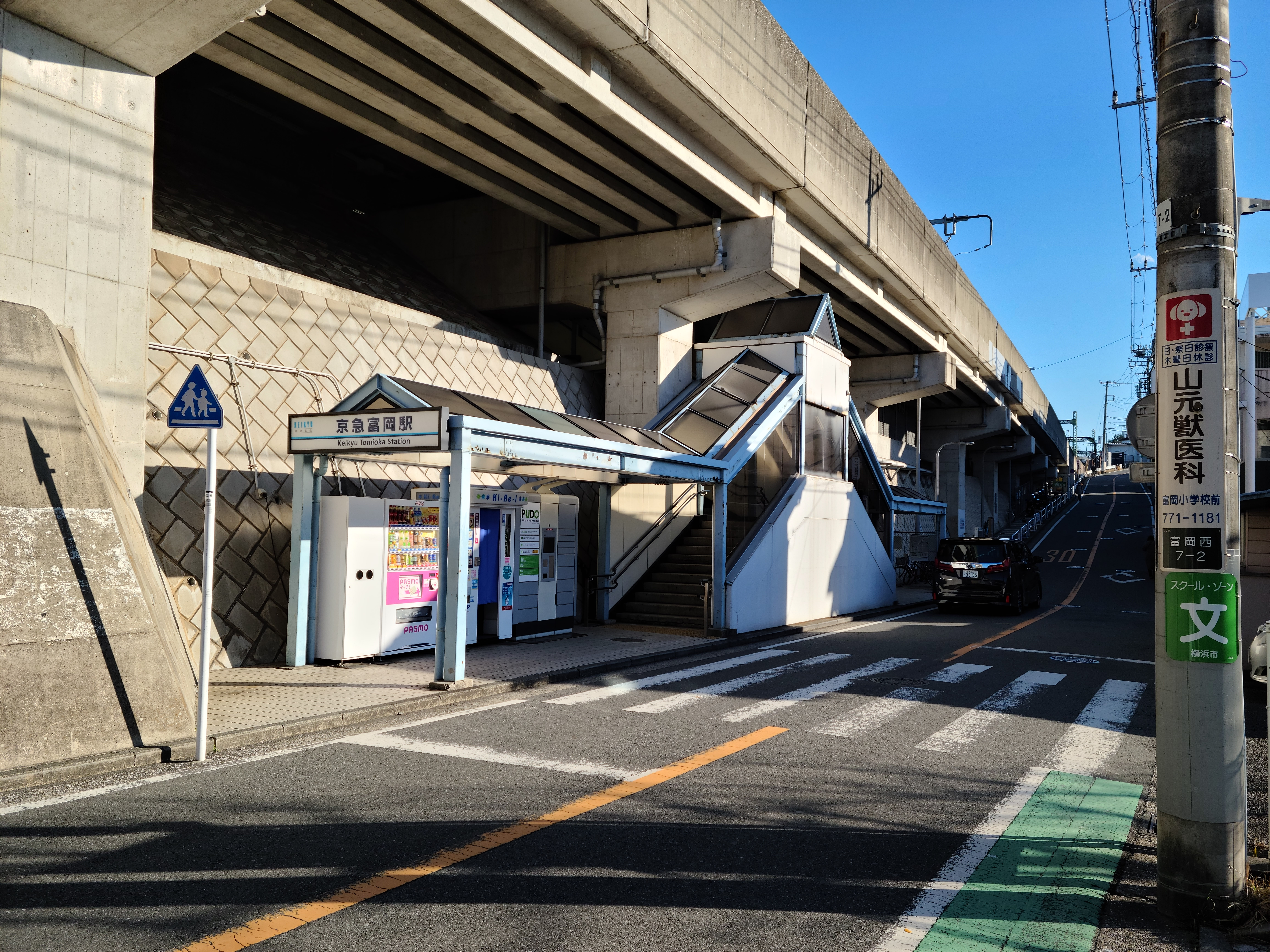
서쪽 출구 (2021년 1월 30일)
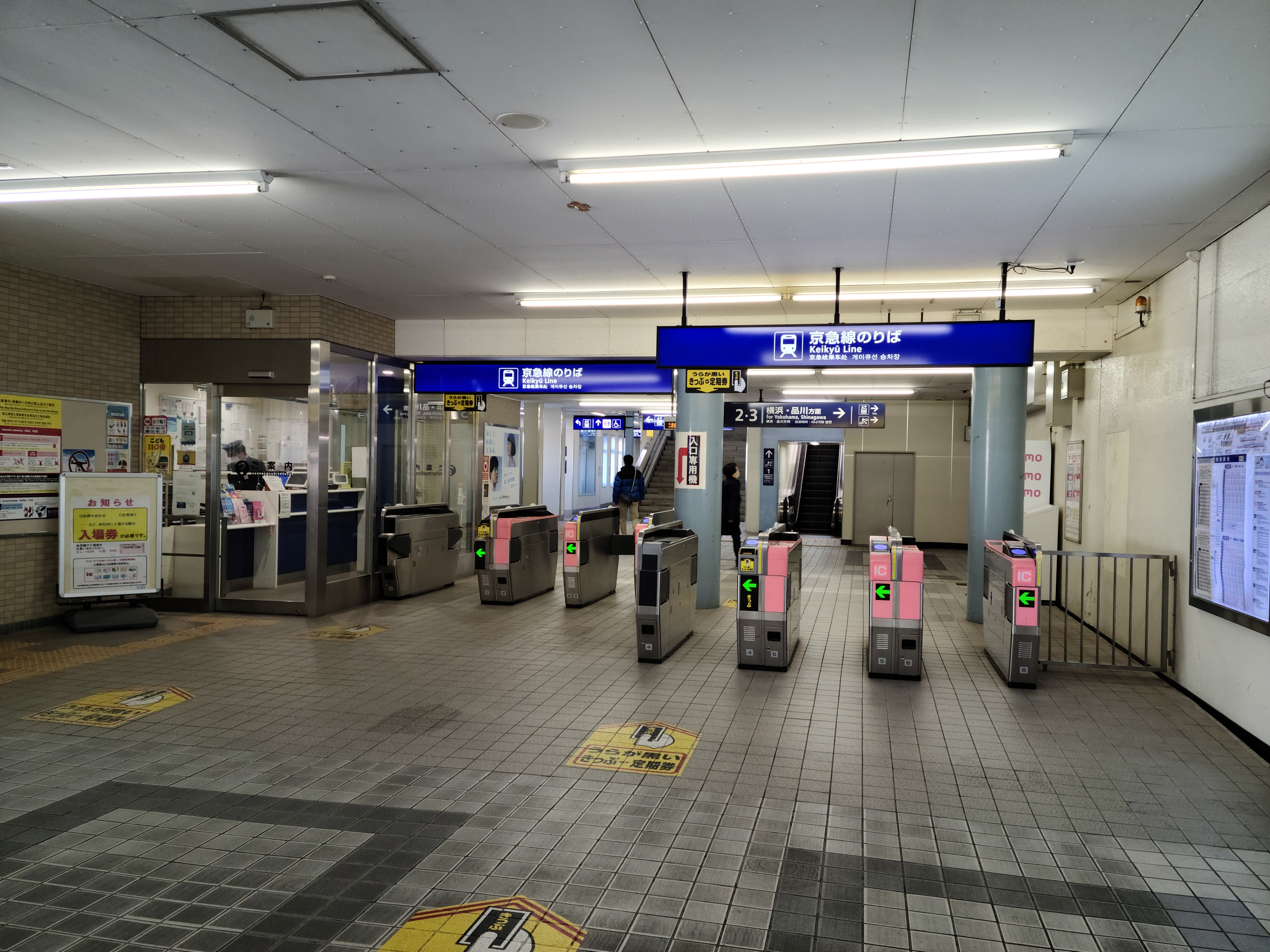
개찰구 (2021년 1월 30일)

## 인접역
| 게이힌 급행 전철 본선     | 게이힌 급행 전철 본선 | 게이힌 급행 전철 본선     |
| ------------------------- | --------------------- | ------------------------- |
| KK46 스기타 시나가와 방면 | ■ 보통                | 노켄다이 KK48 우라가 방면 |